# Tbilaviamsheni
A JSC Tbilaviamsheni, também conhecida como TAM, é uma empresa de desenvolvimento e fabricação aeroespacial, produzindo também parcialmente armas domésticas, veículos blindados e sistemas de artilharia. Sua sede está na Geórgia.
A TAM treinou vários de seus funcionários em programas de longo prazo em empresas de manufatura aeroespacial ocidentais.

## História
A TAM foi estabelecida em 15 de dezembro de 1941 como Associação Estatal de Aviação de Tiblíssi. Nos primeiros momentos da Segunda Guerra Mundial algumas fábricas de Taganrog e Sevastopol foram movidas para Tbilisi, Geórgia. Logo após a mudança, a TAM lançou a produção de seu primeiro caça, o LaGG-3. Durante a guerra a TAM fabricou um grande número de caças para a então Força Aérea Soviética, tais como o LaGG-3 e Yak-3. Durante este período, a empresa foi a única fornecedora de caças para o fronte caucasiano.
Após a Segunda Guerra Mundial, a TAM trabalhou em conjunto com a Yakovlev para construir o primeiro caça a jato soviético, o Yak-15 em 1946 seguido pelo Yak-17, Yak-23 e Yak-23 treinador.
Na década de 1950 a fábrica iniciou a produção das aeronaves Mikoyan's MiG-15 e posteriormente o MiG-17. Em 1957 a TAM construiu o avião de treinamento de caça MiG-21 e suas várias versões e derivações, continuando a produção do MiG-21 por cerca de 25 anos. Neste mesmo período a empresa fabricava o míssil guiado ar-terra K-10. A empresa também começou a diversificar em projetos de engenharia civil, produzindo cabines de teleféricos e equipamentos entre 1950 e 1990. Alguns teleféricos produzidos por esta empresa ainda estão presentes e funcionam na Crimeia, Kislovodsk, Pyatigorsk, Sochi, Sigulda, Khulo, Chiatura, Borjomi e Kutaisi.
O primeiro Sukhoi SU-25 (conhecido no oeste como "Frogfoot") fez sua viagem inaugural a partir da pista da Tbilisi State Association. Deste então, mais de 800 SU-25 foram entregues à clientes no mundo todo. Do primeiro SU-25 até os dias de hoje, a JSC Tbilaviamsheni é a única fabricante deste modelo. Em conjunto com o SU-25 a Tbilisi State Association também lançou a produção em larga escala dos mísseis guiados por infravermelho ar-ar R-60 e R-73, produzindo mais de 6.000 mísseis por ano até o início da década de 1990.
No meio da década de 1980 a Tbilisi Aircraft State Association também participou no antigo programa espacial soviético "Buran" (o análogo soviético ao Space Shuttle), fabricando e montando várias partes e peças deste programa.
No final da década de 1990 havia um projeto conjutno da Tbilaviamsheni e do Instituto de Construções Espaciais da Geórgia para projetar e construir o refletor-antena espacial que foi utilizado com sucesso em sua primeira tentativa na estação espacial russa "MIR".
Desde 2001, a TAM esteve produzindo o Su-25U, atualizando os Su-25 para a versão Su-25KM Scorpion e também projetando aeronaves Very light jet (VLJ) conheciddas como TamJet, desde 2003, realizando um voo de teste em 2005.
Durante a Guerra Russo-Georgiana de 2008, a Força Aérea Russa bombardeou a fábrica da TAM, resultando em um estrago desconhecido.
Em abril de 2012, a Geórgia apresentou seu primeiro VANT ao público. O fabricante irá produzir uma versão constantemente modificada de tais veículos, equipados sempre com a tecnologia mais recente. A TAM também possui diversas fábricas de armamento que foram anunciadas ao público pela primeira vez em 2012. Estas fábricas produzem uma grande variedade de armas pequenas, munição e sistemas de artilharia.

## Produtos atuais
A TAM foi equipada com várias fábricas adicionais para cumprir as necessidades das Forças Armadas, que tomou a diretoria da empresa por completo em 2009. Isto entretanto, não acabou com a produção de aeronaves civis. Esta é a lista atual de produtos:

### Aeronaves civis
- Tam Jet – (VLJ de quatro assentos)
- Elit Jet – (jato executivo de sete assentos)

### Aeronaves multitarefa
- VANTs

### Veículos de combate à infantaria
- Lazika

### Veículos blindados de transporte de pessoal
- Didgori-1
- Didgori-2
- Didgori-3
- TAAV - veículo blindado de três eixos

### Sistemas de artilharia
- Morteiros portáteis 'Mkudro' de 40–82 mm
- Morteiros de 60 mm
- Morteiros de 82 mm
- Morteiros de 120 mm
- ZCRS-122

### Armas pequenas
- Pistolas
- Carabinas G13
- Lançadores de granadas PDM-1
- Lançadores de granadas RPG-7
- Lançadores de granadas RPGL-7G
- Lançadores de granadas GP-25 e AG-40

### Dispositivos anti-tanque
- Mina antitanque RD-7

### Itens militares
- Uniformes
- Equipamento balístico
- Armas

## Clientes
- Azerbaijão – Adquiriu várias aeronaves Su-25.
- Croácia
- República Democrática do Congo
- Guiné Equatorial
- Gâmbia
- Irão
- Indonésia
- Arábia Saudita – Adquiriu 100 Didgori MEDEVAC.
- Turquemenistão
- União Soviética